# Skuggan i väggen
Skuggan i väggen är en bok skriven av Kerstin Lundberg Hahn 2012 och utgiven på bokförlaget Rabén & Sjögren. 
År 2012 vann Skuggan i väggen bokjuryns pris för bästa bok i kategorin 9-12 år. 2013 var boken nominerad till Nils Holgersson-plaketten.

## Handling
Boken handlar om en flicka som heter Mikaela men kallas för Micke. Hon flyttar till ett samhälle i norra Sverige tillsammans med sin mamma. Huset de flyttar in i är gammalt och slitet och Mickes nya klasskamrater säger att det är hemsökt. De berättar att Elli, flickan som bodde där tidigare, drunknade i älven under mystiska omständigheter. I Mickes rum finns en skugga på väggen som liknar konturen av en flicka. Plötsligt börjar det hända märkliga saker i huset. Ljuset tänds mitt i natten och det hörs mystiska ljud. Micke misstänker att det är Elli som försöker berätta något.